# Harry Mark Petrakis
Haralampos "Harry" Mark Petrakis (* 5. Juni 1923 in St. Louis, Missouri; † 2. Februar 2021 bei Chesterton, Indiana) war ein US-amerikanischer Schriftsteller griechischer Herkunft.

## Leben
Der als Sohn eines griechisch-orthodoxen Priesters geborene Haralampos Mark Petrakis wuchs in Greektown, dem durch griechische Einwanderer geprägten Stadtviertel von Chicago, auf und verarbeitete seine dortigen Kindheits- und Jugenderlebnisse in seinen späteren Romanen und autobiografischen Werken. Er begann nach dem Schulbesuch 1940 ein Studium an der University of Illinois, wurde dort aber bereits 1941 wieder exmatrikuliert.
Sein schriftstellerisches Debüt gab er 1959 mit dem Roman Lion at My Heart, der auch eines seiner erfolgreichsten Werke blieb und 1961 in deutscher Übersetzung unter dem Titel Das Herz des Löwen erschien. In der Folgezeit verfasste er weitere Romane wie
- The Odyssey of Kostas Volakis (1963)
- A Dream of Kings (1966, dt. Titel Matsoukas der Grieche, 1968)
- The Hour of the Bell (1976, dt. Titel Die stumme Glocke, 1977)
- Nick the Greek (1979)
- Days of Vengeance (1983)
- Ghost of the Sun (1990)
- Twilight of the Ice (2003)
- The Orchards Of Ithaca (2004).

Darüber hinaus verfasste er auch zwei Bände seiner Memoiren und zwar zum einen Stelmark: A Family Recollection (1970), zum anderen Tales of the Heart: Dreams and Memories of a Lifetime (1998). Neben einer Biografie des Motorola-Gründers Paul Galvin mit dem Titel The Founder's Touch: The Life of Paul Galvin of Motorola (1991) erschien zuletzt eine Sammlung seiner Kurzgeschichten unter dem Titel Collected Stories (2006).